# Contea di Mercer (New Jersey)
La contea di Mercer, in inglese Mercer County, è una contea del New Jersey centrale negli Stati Uniti. Il capoluogo è Trenton, che è anche capitale dello Stato (da cui il soprannome di Capital County). È al margine meridionale dell'area metropolitana di New York, della quale può ritenersi parte nell'accezione più ampia della stessa.

## Geografia fisica
La contea confina a nord-ovest con la contea di Hunterdon, a nord con la contea di Somerset, a est con la contea di
Middlesex, a sud-est con la contea di Monmouth, a sud con la contea di Burlington e a ovest il fiume Delaware segna il confine con la contea di Bucks in Pennsylvania.
Il territorio è pianeggiante. Solo a ovest si elevano delle basse colline che raggiungono la massima altezza con la Baldpate Mountain di 146 metri. La contea è delimitata a ovest dal fiume Delaware e a est dal fiume Millstone. Nel nord scorre lo Stony Brook che confluisce nel Millstone a nord di Princeton.
Il capoluogo di contea è la città di Trenton posta sul fiume Delaware. Ad est è situata la città di Princeton sede della prestigiosa Università di Princeton. Nel sud della contea è situata Hamilton.
Oltre all'Università di Princeton, nella contea si trovano diversi istituti di formazione e istruzione, come il College of New Jersey a Ewing, il Seminario Teologico di Princeton e l'Institute for Advanced Study, centro di ricerca con sede a Princeton.

## Storia

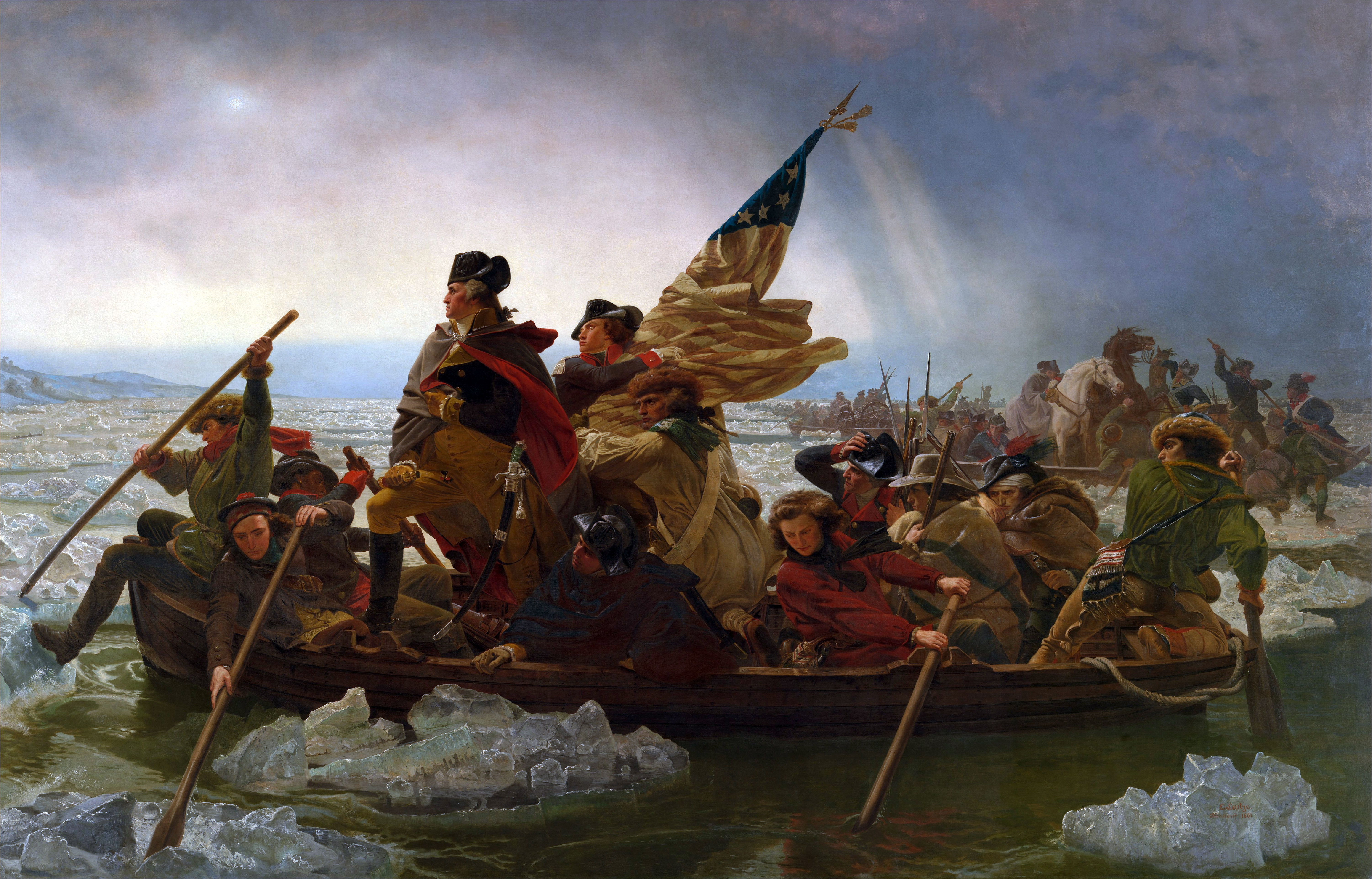
George Washington attraversò il Delaware la notte di Natale del 1776 per attaccare Trenton, in un dipinto di Emanuel Leutze.

Nel XVII secolo i nativi Lenape cedettero il controllo dell'area ai coloni europei.
Nel territorio dell'attuale contea si sono verificati importanti avvenimenti della guerra d'indipendenza americana. La notte di Natale del 1776 il generale George Washington attraversò con le truppe coloniali il fiume Delaware e le condusse all'attacco di Trenton. A ciò fece seguito il 2 gennaio 1777 l'attacco alle truppe inglesi nella battaglia di Princeton.
La contea è nata nel 1838 da parti di altre contee e ha assunto il nome del generale statunitense Hugh Mercer che morì nel corso della battaglia di Princeton del 1777.
Nel corso dell'Ottocento la contea si affermò come un importante centro industriale. In particolare Trenton divenne uno dei maggiori centri industriali a partire dal 1847 con la fondazione della "Trenton Iron Company" che divenne una delle principali industrie siderurgiche del paese.

## Comuni

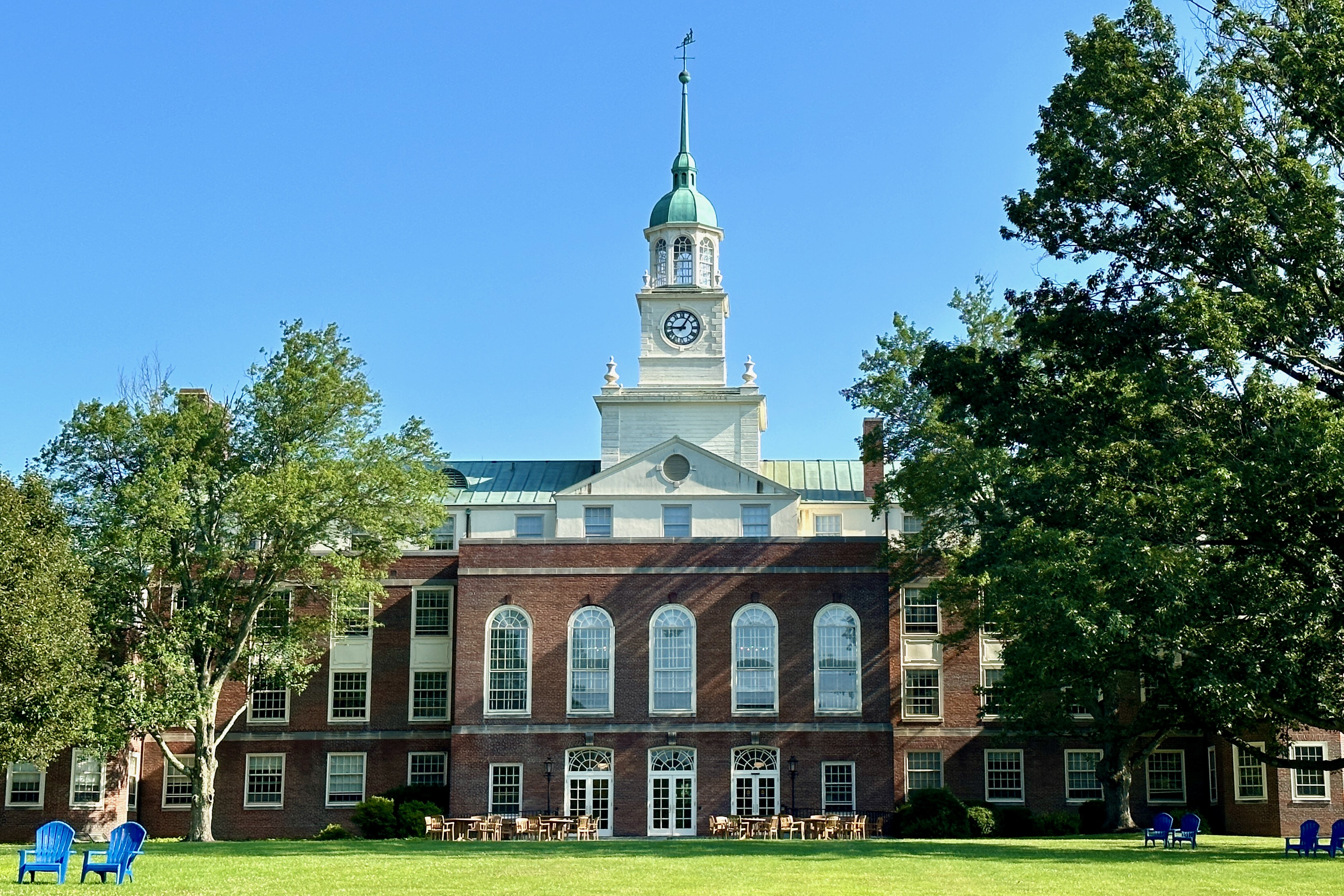
L'Istituto di Studi Avanzati a Princeton

- East Windsor - township
- Ewing - township
- Hamilton - township
- Hightstown - borough
- Hopewell - borough
- Hopewell - township
- Lawrence - township
- Pennington - borough
- Princeton - borough
- Robbinsville - township
- Trenton - city
- West Windsor - township